# Chrysis integra integra
Chrysis integra integra é uma subespécie de insetos himenópteros, mais especificamente de vespas pertencente à família Chrysididae.
A autoridade científica da subespécie é Fabricius, tendo sido descrita no ano de 1787.
Trata-se de uma subespécie presente no território português.